# 擎爪泥甲科
擎爪泥甲科（学名：Eulichadidae）为鞘翅目的一个科。本科最早原为毛泥甲科一部分，大多数物种与毛泥甲科的物种的特征相同或相近。

## 下级分类
本科包括以下属：
- 擎爪泥甲属 Eulichas Jacobson, 1913
- Stenocolus LeConte, 1853